# Erdenet
Erdenet (Эрдэнэт) é a terceira maior cidade da Mongólia. É a capital da aymag (província) de Orhon, com uma população de 83 379 (censo 11/2010). Esta situada mais ao norte do país, entre os vales de Selenge e Orkhon.
Localização: 49° 01' 40" N 104° 02' 40" E .  Muitos mapas da era soviética erravam sua localização de propósito, devido a sua importância econômica estratégica.

## Economia
A cidade possui a quarta maior área de minas de carvão do mundo. Esta atividade de extração e a principal atividade econômica da cidade, contribuindo em muito para a baixa qualidade do ar na região.